# Wyścig Czech WTCC
Wyścig Czech WTCC – runda World Touring Car Championship rozgrywana w latach 2006–2011 na torze Masaryk Circuit na zachodnim krańcu Brna, drugiego co do wielkości miasta w Czechach.

## Zwycięzcy
| Sezon | Kierowca                     | Samochód          | Zespół               | Lokalizacja | Wyniki |
| ----- | ---------------------------- | ----------------- | -------------------- | ----------- | ------ |
| 2006  | Wyścig 1: Jörg Müller        | BMW 320si         | BMW Team Deutschland | Brno        | Wyniki |
| 2006  | Wyścig 2: Robert Huff        | Chevrolet Lacetti | Chevrolet            | Brno        | Wyniki |
| 2007  | Wyścig 1: Félix Porteiro     | BMW 320si         | BMW Team Italy-Spain | Brno        | Wyniki |
| 2007  | Wyścig 2: Jörg Müller        | BMW 320si         | BMW Team Germany     | Brno        | Wyniki |
| 2008  | Wyścig 1: Alessandro Zanardi | BMW 320si         | BMW Team Italy-Spain | Brno        | Wyniki |
| 2008  | Wyścig 2: Gabriele Tarquini  | SEAT León         | SEAT Sport           | Brno        | Wyniki |
| 2009  | Wyścig 1: Alessandro Zanardi | BMW 320si         | BMW Team Italy-Spain | Brno        | Wyniki |
| 2009  | Wyścig 2: Sergio Hernández   | BMW 320si         | BMW Team Italy-Spain | Brno        | Wyniki |
| 2010  | Wyścig 1: Robert Huff        | Chevrolet Cruze   | Chevrolet            | Brno        | Wyniki |
| 2010  | Wyścig 2: Andy Priaulx       | BMW 320si         | BMW Team RBM         | Brno        | Wyniki |
| 2011  | Wyścig 1: Robert Huff        | Chevrolet Cruze   | Chevrolet            | Brno        | Wyniki |
| 2011  | Wyścig 2: Yvan Muller        | Chevrolet Cruze   | Chevrolet            | Brno        | Wyniki |